# D-Bus
D-Bus (Desktop Bus) è un sistema di comunicazione tra processi (IPC), sviluppato come progetto di software libero, che offre alle applicazioni un semplice modo di comunicare tra loro.
D-Bus è stato pesantemente influenzato dal sistema DCOP e lo ha sostituito nella versione KDE 4; D-Bus fa parte del progetto Freedesktop.org e Red Hat è il suo sviluppatore principale.
È implementato in Qt 4, GNOME e sulla piattaforma Maemo per applicazioni mobili.

## Introduzione
Mediante D-Bus una applicazione può registrarsi per offrire servizi ad altre.
D-Bus offre anche alle applicazioni client la possibilità di ricercare i servizi disponibili.
Inoltre i programmi possono registrarsi in attesa di eventi del kernel, come ad esempio il cambiamento di periferiche collegate.
D-Bus è implementato come demone, e gli utenti possono eseguire diverse istanze, ciascuna delle quali è definita un canale.
Generalmente esisterà un canale privilegiato, detto canale di sistema (system channel), e una istanza privata per ogni utente.
Le istanze private sono necessarie perché il canale di sistema avrà restrizioni di accesso.
Il canale di sistema ha la missione di recapitare i messaggi dallo strato di astrazione dall'hardware (Hardware abstraction layer o HAL) a tutti i processi interessati.
Le istanze private invece forniscono un sistema di comunicazione tra le applicazioni dell'utente senza restrizioni.

## Architettura
L'architettura di D-Bus si sviluppa su tre livelli:
libdbusuna libreria che consente a due applicazioni di collegarsi tra loro e scambiarsi messaggi.
un demone di gestione dei messaggiche impiega libdbus, a cui le applicazioni si connettono; il demone può dirottare i messaggi da una applicazione a zero o più altre applicazioni.
librerie wrapperper ogni ambiente applicativo.

## Utilizzo
D-Bus è progettato per fare fronte a due possibili casi:
- Comunicazione tra diverse applicazioni dello stesso desktop.
- Comunicazione tra l'ambiente desktop e il sistema operativo.